# 10cc (album)
Albums de 10cc
Sheet Music
(1974)
10cc est le premier album du groupe rock 10cc, sorti en 1973.
Le single Rubber Bullets tiré de l'album atteint la première place du hit-parade au Royaume-Uni. Deux autres singles, Donna et The Dean and I, se classent dans le Top 10.

## Titres

### Face 1
| No | Titre                                         | Durée |
| -- | --------------------------------------------- | ----- |
| 1. | Johnny, Don't Do It (Godley, Creme, Gouldman) | 3:36  |
| 2. | Sand in My Face (Godley, Creme, Gouldman)     | 3:36  |
| 3. | Donna (Godley, Creme)                         | 2:53  |
| 4. | The Dean and I (Godley, Creme)                | 3:03  |
| 5. | Headline Hustler (Gouldman, Stewart)          | 3:31  |

### Face 2
| No | Titre                                                             | Durée |
| -- | ----------------------------------------------------------------- | ----- |
| 1. | Speed Kills (Stewart, Godley, Creme, Gouldman)                    | 3:47  |
| 2. | Rubber Bullets (Godley, Creme, Gouldman)                          | 5:15  |
| 3. | The Hospital Song (Godley, Creme)                                 | 2:41  |
| 4. | Ships Don't Disappear in the Night (Do They?) (Gouldman, Stewart) | 3:04  |
| 5. | Fresh Air for My Mama (Godley, Creme, Stewart)                    | 3:04  |

## Musiciens
- Graham Gouldman : basse, guitares, dobro, tambourin, chant
- Eric Stewart : guitares, synthétiseur Moog, chant
- Kevin Godley : batterie, percussions, chant
- Lol Creme : guitares, piano, synthétiseur, mellotron, percussions, chant